# 오포졸
《오포졸》은 2008년 6월 2일부터 2008년 10월 3일까지 OBS경인TV에서 방송한 시트콤이다. 배경은 조선 시대의 경기도 용인으로, 이는 촬영지인 한국민속촌이 용인에 위치한 점에서 기인한다. 또한, 일부 방송분에서는 1980년대 이후의 각종 사회 현상들을 비유적으로 묘사하였다.
한편, 출연진 중의 한 명인 오지명은 영화감독 데뷔작 까불지마의 흥행 실패 후 한 동안 연예 활동을 잠정 중단했다가, 해당 작품으로 연예 활동을 재개했다.

## 방송 일시
| 방송 채널 | 방송 기간                         | 방송 시간                                  |
| --------- | --------------------------------- | ------------------------------------------ |
| OBS       | 2008년 6월 2일 ~ 2008년 10월 3일  | 월요일 ~ 금요일 밤 9시 30분 ~ 10시         |
| OBS       | 2009년 11월 9일 ~ 2010년 4월 15일 | 월요일 ~ 목요일 밤 12시 ~ 12시 30분        |
| OBS       | 2010년 7월 19일 ~ 2010년 11월 5일 | 월요일 ~ 금요일 오후 2시 10분 ~ 2시 40분   |
| OBS       | 2010년 11월 8일 ~ 2010년 12월 3일 | 월요일 ~ 금요일 오전 11시 25분 ~ 11시 55분 |
| OBS       | 2015년 2월 2일 ~ 2015년 3월 27일  | 월요일 ~ 금요일 오전 8시 ~ 8시 30분        |
| OBS       | 2015년 3월 30일 ~ 2015년 6월 8일  | 월요일 ~ 금요일 오전 8시 15분 ~ 8시 45분   |

## 등장 인물

### 용구 관아
- 양택조 : 사또 역( ~ 67화)
- 김상순 : 사또 역(68화 ~ )
- 이한위 : 형방 역
- 유동연 : 오 포교 역
- 권용운 : 권용운 포교 역
- 오지명 : 오지명 포졸 역
- 정선우 : 서 포졸 역
- 윤석 : 양 포졸 역
- 차룡 : 강 포졸 역(중도 출연 중단)
- 김병만 : 김병만 포졸 역
- 류담 : 류담 포졸 역(64화 ~ )

### 명월관
- 조은숙 : 기생 명월 역
- 박진아 : 기생 초선 역
- 강유미 : 기생 황진희 역
- 유혜정 : 장금댁 역( ~ 30화)

### 특별 출연
- 박성호 : 백두산 역(19화)[3]
- 샘 해밍턴 : 해맬 역(17화)
- 윤형빈 : 왕비호 역(40화)[4]

## 방송 회차

### 2008년
| 회차 | 방송일   | 부제                                          |
| ---- | -------- | --------------------------------------------- |
| 1화  | 6월 2일  | 사또가 기가 막혀                              |
| 2화  | 6월 3일  | 호환                                          |
| 3화  | 6월 4일  | 신고식은 괴로워                               |
| 4화  | 6월 5일  | 가마 소동                                     |
| 5화  | 6월 6일  | 암행어사 출두요                               |
| 6화  | 6월 9일  | 개판이냐 재판이냐                             |
| 7화  | 6월 10일 | 연쇄살인사건                                  |
| 8화  | 6월 11일 | 사랑은 물레방아를 타고                        |
| 9화  | 6월 12일 | 기러기 사또                                   |
| 10화 | 6월 13일 | 오마이갓                                      |
| 11화 | 6월 16일 | 사이비종교                                    |
| 12화 | 6월 17일 | 왔다리 갔다리 서 포졸                         |
| 13화 | 6월 18일 | 서방잔혹사                                    |
| 14화 | 6월 19일 | 업둥이                                        |
| 15화 | 6월 20일 | 왕서방의 굴욕                                 |
| 16화 | 6월 23일 | 왕의 진상품                                   |
| 17화 | 6월 24일 | 해맬표류기                                    |
| 18화 | 6월 25일 | 역병                                          |
| 19화 | 6월 26일 | 가짜 점쟁이 소동                              |
| 20화 | 6월 27일 | 왕의 미행                                     |
| 21화 | 6월 30일 | 절약대작전                                    |
| 22화 | 7월 1일  | 투명인간 두루마기                             |
| 23화 | 7월 2일  | 소매치기 소탕작전                             |
| 24화 | 7월 3일  | 치통은 괴로워                                 |
| 25화 | 7월 4일  | 귀양온 왕족                                   |
| 26화 | 7월 7일  | 공주는 외로워                                 |
| 27화 | 7월 8일  | 사랑의 부적                                   |
| 28화 | 7월 9일  | 신문고를 울려라                               |
| 29화 | 7월 10일 | 아편과의 전쟁                                 |
| 30화 | 7월 11일 | 왕의 사냥                                     |
| 31화 | 7월 14일 | 누구에게나 비밀은 있다                        |
| 32화 | 7월 15일 | 포졸들의 파업                                 |
| 33화 | 7월 16일 | 변태가 나타났다                               |
| 34화 | 7월 17일 | 범죄없는 마을                                 |
| 35화 | 7월 18일 | 범죄없는 마을                                 |
| 36화 | 7월 21일 | 인질을 구출하라                               |
| 37화 | 7월 22일 | 열녀문을 세워라                               |
| 38화 | 7월 23일 | 열녀문을 세워라                               |
| 39화 | 7월 24일 | 전쟁을 막아라                                 |
| 40화 | 7월 25일 | 야간법정                                      |
| 41화 | 7월 28일 | 보쌈전설                                      |
| 42화 | 7월 29일 | 귀신은 있다                                   |
| 43화 | 7월 30일 | 구미호의 굴욕                                 |
| 44화 | 7월 31일 | 관아괴담                                      |
| 45화 | 8월 1일  | 관아괴담                                      |
| 46화 | 8월 4일  | 관아를 털어라                                 |
| 47화 | 8월 5일  | 꽃뱀경계령                                    |
| 48화 | 8월 6일  | 매품팔이                                      |
| 49화 | 8월 7일  | 사채를 갚아라                                 |
| 50화 | 8월 8일  | 조용한 주막                                   |
| 51화 | 8월 11일 | 증인을 보호하라                               |
| 52화 | 8월 12일 | 충성테스트                                    |
| 53화 | 8월 13일 | 일일구구조대                                  |
| 54화 | 8월 14일 | 뇌물은 안돼                                   |
| 55화 | 8월 15일 | 얼차려 금지령                                 |
| 56화 | 8월 18일 | 관아를 되찾아라                               |
| 57화 | 8월 19일 | 암호를 대라                                   |
| 58화 | 8월 20일 | 묻지 마                                       |
| 59화 | 8월 21일 | 중앙진출 김 포졸                              |
| 60화 | 8월 22일 | 내기왕                                        |
| 61화 | 8월 25일 | 유산소동                                      |
| 62화 | 8월 26일 | 병을 고치자                                   |
| 63화 | 8월 27일 | 뛰는 놈 나는 놈                               |
| 64화 | 8월 28일 | 뉴타운 분양사건                               |
| 65화 | 8월 29일 | 나는 소망한다 내게 금지된 것을                |
| 66화 | 9월 1일  | 왕의 남자                                     |
| 67화 | 9월 2일  | 기방 도난 사건                                |
| 68화 | 9월 3일  | 우리 결혼했어요                               |
| 69화 | 9월 4일  | 그 누가 아무리 자기네 물레방아라고 우겨도     |
| 70화 | 9월 5일  | 쌍바위골의 은밀한 비밀                        |
| 71화 | 9월 8일  | 오 마이 도련님                                |
| 72화 | 9월 9일  | 상처 뿐인 영광                                |
| 73화 | 9월 10일 | 오포졸과 비밀의 방                            |
| 74화 | 9월 11일 | 안녕 초선                                     |
| 75화 | 9월 12일 | 웬수같은 은인                                 |
| 76화 | 9월 15일 | 호부호형                                      |
| 77화 | 9월 16일 | 사랑에 속고 사랑에 울고                       |
| 78화 | 9월 17일 | 그녀는 예뻤다                                 |
| 79화 | 9월 18일 | 뒷간에 묻힌 비밀                              |
| 80화 | 9월 19일 | 명기선발대회                                  |
| 81화 | 9월 22일 | 말할 수 없는 비밀                             |
| 82화 | 9월 23일 | 지독한 사랑                                   |
| 83화 | 9월 24일 | 염전골의 왕소금                               |
| 84화 | 9월 25일 | 여론조작단                                    |
| 85화 | 9월 26일 | 진급시험                                      |
| 86화 | 9월 29일 | 아들인 놈 아들이고 싶은 놈 아들인지 모르는 놈 |
| 87화 | 9월 30일 | 이유있는 반항                                 |
| 88화 | 10월 1일 | 우리는 형제                                   |
| 89화 | 10월 2일 | 복수는 나의 것                                |
| 90화 | 10월 3일 | 내가 웃는 게 웃는 게 아니야                   |

## 특이 사항
- 방영 당시 일부 출연자의 교체가 있었음에도 오프닝 영상을 수정하지 않고 마지막 화까지 그대로 방영한 적이 있었다. 하지만, 2009년 이후에 편성된 재방송에서는 수정된 오프닝 영상을 방영하였으며 주제가도 다른 버전으로 교체하였다.
- 포졸역으로 출연한 오지명은 제작 발표회에서 이 작품이 본인의 마지막 시트콤이 될 것임을 시사하였다. 또한, 장덕균 작가와 오지명이 1993년에 SBS에서 방영한 시트콤 《오박사네 사람들》 이후 15년 만에 다시 만나 화제가 되었다[5].